# Tsutsui Junkei
En aquest nom japonès, el cognom és Tsutsui.
En Tsutsui Junkei (筒井 順慶, 31 de març de 1549 – 15 de setembre de 1584) va ser un daimyo japonès del segle XVI de la província de Yamato, fill d'en Tsutsui Junshō.
Quan en Junkei era encara molt jove, va ser derrotat i desposseït del seu castell (Castell Tsutsui) per en Matsunaga Hisahide, un dels guerrers més poderosos de la regió, en el Japó feudal d'aquell temps. Més tard, havent-se incorporat a les forces de l'Oda Nobunaga, en Junkei va derrotar en Hisahide al Mont Shigi en 1577. D'aquesta manera en Junkei va recuperar el seu castell, però poc després el va haver d'abandonar per ordre d'en Nobunaga. Aleshores va ser conminat a ocupar la posició de senyor de Yamato, per ordre d'en Nobunaga, i va ser autoritzat a construir un nou castell (Castell Kōriyama) a Kōriyama. Durant la batalla de Yamasaki el 1582, en Junkei va rebutjar de prendre-hi part i simplement va permanéixer neutral. El seu govern sobre Yamato estava garantit pel victoriòs Toyotomi Hideyoshi. Després de la mort d'en Junkei, el clan Tsutsui va passar a ser dirigit per en Tsutsui Sadatsugu, un cosí i fill adoptiu d'en Junkei. Com a conseqüència, el clan Tsutsui va perdre el govern de Yamato, que va ser pres per en Toyotomi Hidenaga, germanastre d'en Hideyoshi. El clan Tsutsui es van desplaçar a la Província d'Iga per ordres d'en Hideyoshi.